# Lust for Life (película de 1956)
Lust for Life —titulada El loco del pelo rojo en España, y Sed de vivir en Latinoamérica— es una película biográfica estadounidense de 1956 sobre la vida del pintor neerlandés Vincent van Gogh. Dirigida por Vincente Minnelli, contó con la actuación de Kirk Douglas, Anthony Quinn, James Donald, Jill Bennett, Everett Sloane y Henry Daniell.
Lust for Life está basada en la novela homónima de 1934 de Irving Stone, con guion de Norman Corwin y música del compositor húngaro-estadounidense Miklós Rózsa.

## Argumento
La película va narrando las tribulaciones de Vincent Van Gogh desde sus iniciales tanteos con la predicación religiosa en las pobres regiones mineras de Bélgica hasta su contacto con los innovadores pintores impresionistas ubicados en París, pasando por sus primerizos contactos con la pintura en su país natal (en la cual dibujaba a los campesinos realizando las tareas más cotidianas); sus inestables relaciones amorosas y amistosas, y el vínculo afectivo más importante que mantuvo en su azarosa existencia, su hermano Theo, familiar que le ayudó durante toda su vida tanto como apoyo emocional, y como sustento económico para que Vincent pudiera sobrevivir en el lugar donde estuviese, fuese Holanda, Arlés o París.
En tales lugares procuró desarrollar su genio pictórico en contacto con otros artistas (Seurat, Monet, Pissarro o su mejor amigo: Paul Gauguin, interpretado por Anthony Quinn, que sería premiado con el premio Óscar al mejor actor de reparto) y con su mejor influencia: los fenómenos naturales, la luz, el sol, el viento y las estrellas. Todo ello expresado con su vigorizante sentido del color y su trazo grueso y ondulante.

## Reparto
- Adeline Ravoux: Laurence Bady.
- Anna Cornelia van Gogh, hermana de Vincent, Theo y Willemien: Madge Kennedy.
- Anton Mauve: Noel Purcell.
- Van Den Berghe: Noel Howlett.
- Dr. Bosman: Laurence Naismith.
- Un camarero: Jay Adler.
- Camille Pissarro: David Leonard.
- Christine: Pamela Brown.
- Colbert: Eric Pohlmann.
- Ducrocq: John Ruddock.
- Émile Bernard: William Phipps.
- Dr. Gachet: Everett Sloane.
- Georges Seurat: David Bond.
- Gustave De Smet: Ronald Adam.
- Henri de Toulouse-Lautrec: Jerry Bergen (sin acreditar).
- El inspector de policía: Paul Bryar (s. a.)
- Johanna: Toni Gerry.
- Joseph Roulin, cartero de cuya familia hizo retratos el pintor durante su etapa de Arlés: Niall MacGinnis.
- Kay:[1] Jeanette Sterke.
- Paul Durand-Ruel, marchante de arte: Rex Evans (s. a.)
- Paul Gauguin: Anthony Quinn.
- Pere Tanguy: Frank Perls.
- El reverendo Peeters: David Horne.
- Dr. Peyron: Lionel Jeffries.
- Rachel: Julie Robinson.
- El reverendo Stricker: Wilton Graff.
- Señora Stricker: Isobel Elsom.
- Theo van Gogh: James Donald.
- Theodorus van Gogh, padre de Vincent y de Theo: Henry Daniell.
- Vincent van Gogh: Kirk Douglas.
- Willemien van Gogh, hermana de Vincent, Theo y Anna Cornelia: Jill Bennett.

## Comentarios
Miklós Rózsa, a pesar de ser el primer compositor en tener una exclusiva con una compañía cinematográfica y tener grandísimos éxitos, no pudo evitar la caza de brujas que hubo en Hollywood en los años 40 y 50. Por eso, en algunas películas figura con seudónimos en vez de con su nombre. 
La idea de hacer una película sobre la vida del pintor neerlandés Vincent Van Gogh era un viejo proyecto de los productores de Hollywood. En 1945, la Warner Bros. estuvo a punto de ponerlo en marcha, seleccionó a Paul Muni y John Garfield para encarnar a los protagonistas, pero luego lo abandonó. En 1946, el productor Arthur Freed encarga escribir un guion al novelista Irving Stone, pero a comienzos de la década de 1950 se lo traspasó al productor y realizador Richard Brooks, que tampoco hizo nada con él.
Sin embargo, Irving Stone aprovechó las investigaciones realizadas sobre la vida del pintor para escribir Lust for Life, que se publicó en la primera mitad de la década de 1950, con gran éxito de ventas. Tras el éxito de Moulin Rouge (1952), de John Huston, sobre la vida del pintor impresionista Toulouse Lautrec, Metro Goldwyn Mayer compró los derechos cinematográficos de la obra de Stone; Vincente Minnelli se enteró poco después y le dijo al vicepresidente Dore Schary que le interesaba dirigir la adaptación.
Dore Schary aceptó su propuesta, pero con dos condiciones muy diferentes. En primer lugar debería rodar el musical Extraño en el paraíso y luego tendría que acabar la biografía de Van Gogh antes del 31 de diciembre de 1955. Irving Stone cansado de esta situación, que se arrastraba a lo largo de casi diez años, no quiso prolongar más la opción del estudio sobre su obra, y se dispuso a dirigir personalmente una película basada en ella.
A pesar de estar a principios de marzo, Minnelli se comprometió a rodar inmediatamente Un extraño en el paraíso (Kismet, 1955) y acabar la película sobre Van Gogh antes de finales de año, pero solo si contaba con John Houseman como productor ejecutivo, y con Kirk Douglas como protagonista, viejos colaboradores con los que siempre había trabajado a la perfección.
Kirk Douglas estuvo de acuerdo desde el primer momento y John Houseman sólo puso como condición que las reproducciones de los cuadros de Van Gogh se hagan a la perfección, para no caer en los fallos habituales de las películas de Hollywood sobre vidas de pintores. Gracias a ello desde el comienzo se desarrolló una compleja estrategia para que las reproducciones de los cuadros estén lo más cerca posible de los originales.
En primer lugar, los cuadros originales se fotografiaron en placas de gran tamaño, de 8 x 10 pulgadas. Luego se proyectaron por debajo de unas mesas especiales del departamento de efectos, con el tablero traslúcido. Y de esta forma, personal especializado pudo copiarlos, pincelada a pincelada, con gran minuciosidad y perfectos resultados.
Houseman y Minnelli decidieron no rodarla en CinemaScope, porque su formato estrecho y largo es opuesto al de los cuadros, pero el ejecutivo del estudio Arthur Loewe les convenció de lo contrario. Les explicó que, dada la expansión alcanzada por el nuevo formato, la proyectarán en CinemaScope aunque la rueden en cualquier otro formato. No tuvieron más remedio que aceptarlo, pero exigieron un completo control sobre el negativo y su posterior tratamiento.
Desde que 20th Century Fox lanzó el Cinemascope con La túnica sagrada (The Robe, 1953), de Henry Koster, generalmente se ha utilizado con negativo Eastmancolor. Compuesto por una brillante mezcla de azules, rojos y amarillos, el resultado poco tiene que ver con la realidad, pero mucho menos con el colorido de los cuadros de Van Gogh.
Minnelli quiere rodar en negativo Anscocolor, que encuentra mucho más apropiado para el colorido de la paleta del pintor, pero ante la fuerte competencia de Kodak la fábrica Ansco ha dejado de producir negativo. Metro Goldwyn Mayer compra el último lote de negativo Anscocolor, 300.000 pies, y les convence de que pongan a punto un laboratorio especial para el revelado.
Mientras Minnelli rodaba Un extraño en el paraíso, Norman Corwin escribió el guion bajo la atenta supervisión de John Houseman, pero Minnelli también realizó una amplia labor de investigación sobre el pintor. Leyó todo tipo de estudios sobre pintores impresionistas, y los cinco volúmenes de cartas entrecruzadas entre los hermanos Vincent y Theo van Gogh, y a partir de ahí sacó una serie de conclusiones en las que apoyó su trabajo.
Un extraño en el paraíso se preparó durante abril de 1955 y se rodó en mayo, junio y parte de julio, pero como dejan muy claras ambas películas, durante el rodaje del musical Minnelli estaba mucho más preocupado por documentarse al máximo sobre Van Gogh y la preparación de El loco del pelo rojo.
Cuando Minnelli llegó a Arlés a principios de agosto de 1955 para comenzar el rodaje, ni Houseman ni él estaban conformes con el guion que tenían entre las manos, pero ambos se habían convertido en expertos en Van Gogh. Durante el rodaje modificaron el guion según iban descubriendo la verdad histórica y los escenarios reales, donde vivió el pintor los últimos años de su vida.
Variaron mucho las escenas entre Vincent Van Gogh y Paul Gauguin para conseguir reflejar la verdad de las relaciones entre el instintivo Gauguin y el ascético Van Gogh. Aparte de sus grandes discrepancias en el terreno puramente artístico, Gauguin siente celos de la obra pictórica de Van Gogh y éste de la facilidad con que su amigo se relaciona con las mujeres.
Fueron a visitar el manicomio donde estuvo internado Van Gogh; allí hablaron con el director y éste les deja leer el historial clínico del pintor. Luego Houseman reescribió las escenas, de acuerdo con esta nueva información de primera mano, y Minnelli las rodó en el propio manicomio.
Dado su parecido físico con el pintor, Kirk Douglas creyó que era el papel de su vida, como demostró cuando su compañía Bryna Productions compró los derechos de una historia sobre Van Gogh para protagonizarla él. Cuando Minnelli y Houseman le ofrecieron el papel, aceptó encantado por esto y por volver a colaborar con ellos, tras la buena experiencia de Cautivos del mal. Para adecuarse lo más posible al personaje sólo tuvo que dejarse crecer la barba y dar un tono rojizo a su pelo.
Eligieron a Anthony Quinn para interpretar al ruidoso y extravertido Paul Gauguin, pero le modificaron la nariz para que se pareciera algo más al personaje. El resto del reparto estuvo íntegramente compuesto por europeos, pero decidieron no preocuparse por la amplia diversidad de acentos.
Los cuadros se integran en la película de la forma más fiel posible, tanto respetando su formato original, como haciendo leves panorámicas sobre ellos o pequeños movimientos de acercamiento. También proliferan por las paredes y diseminados por el suelo en la casa de Arlés, y en la casa de París de Théo. Además, se utiliza un collage de cuadros como fondo de los títulos finales.
Con el tiempo se ha perdido bastante el minucioso cuidado puesto en la reproducción de los colores originales creados por Van Gogh. El positivo Eastmancolor del negativo Anscocolor utilizado no se mantiene tan bien como el Technicolor, tiene tendencia a volverse pardo con el paso de los años. Desde hace tiempo las copias que circulan tienen muy poco que ver con el colorido obtenido originalmente por Minnelli.
Por culpa de Un extraño en el paraíso, Minnelli sólo pudo empezar a rodar a principios de agosto de 1955, por lo que sólo tuvo cinco meses para acabarla en la fecha convenida. Su principal problema no fue éste, sino que para entonces, las flores comienzan a marchitarse y los campos de trigo están en barbecho. Un equipo especializado de Metro Goldwyn Mayer mantuvo un campo de trigo en todo su esplendor con ayuda de productos químicos para que se pueda rodar en él. Debido a ello tuvieron que empezar por el final, por una de las escenas más dramáticas y difíciles, el suicidio del pintor.
Durante varios días recorrieron los alrededores de Arlés en automóvil, se detenían cuando veían un paisaje que les recordaba a los pintados por Van Gogh y entonces ruedan. Les seguía una furgoneta que no sólo llevaba la cámara y los elementos técnicos necesarios, sino también dibujos y reproducciones de cuadros en diferentes etapas de elaboración, para poder rodar a Van Gogh pintando en cualquier situación.
Rodaron en las locaciones que todavía se conservan de la época del pintor y reconstruyeron las destruidas por el paso del tiempo. En París rodaron alguna breve escena, pero trasladados a Holanda rodaron en el pueblo natal del pintor, en la casa familiar y en la iglesia donde oficiaba su padre predicador. Las escenas de Borinage las rodaron en Bruselas, pero reprodujeron en estudio los decorados de las minas de carbón. Descubrieron a muchas personas muy parecidas a las que aparecen en los cuadros de Van Gogh, y las convencieron para que intervengan, convenientemente ataviadas, en escenas que las reproducen.
Regresaron a Hollywood para acabar los interiores, con el director de fotografía Russell Harlan, un viejo especialista en westerns, pero que consigue una iluminación perfecta, que a Minnelli le reordó a Vermeer. La mayoría de los interiores los rodaron en los estudios de Culver City, pero también en algún exterior, como la escena donde Vincent Van Gogh va a comer al campo con su prima Kay y su hijo, intenta besarla y ella le rechaza, que destaca de manera negativa sobre un conjunto con un subrayado y conseguido tono realista y documental.
De estas escenas interiores rodadas en Hollywood hay dos especialmente interesantes, conseguidas y que muestran el alto grado de eficaz virtuosismo alcanzado por Minnelli. Una es la famosa en que Van Gogh, desesperado por la partida de Arlés de su amigo Gauguin, se corta la oreja en un ataque de locura. Rodada en un solo plano, la acción está dada a través de una hábil elipsis al acercarse la cámara a un espejo donde se refleja el rostro del pintor y luego deja de reflejarse, subrayada por una elocuente música de Miklos Rozsa.
La otra es la escena en que, tras salir del manicomio, Vincent llega a casa de su hermano Théo en París para conocer a su mujer y su hijo. Narrada en un largo, bello y eficaz plano-secuencia con muy diferentes posiciones de cámara, también utiliza el reflejo del grupo en un espejo para dar la preocupación de Théo respecto al comportamiento de su hermano.
Tras una auténtica carrera contra reloj, ataques de nervios y peleas por conseguir que la película tenga la calidad deseada por Minnelli y Houseman, pero se acabe en el plazo previsto, se termina antes de finales de 1955. Tiene buenas críticas y se convierte en la película preferida de su director, lo que resulta extremadamente curioso dado que tiene muy poco que ver con el resto de su obra.
Por un lado Vincent Van Gogh es uno de los más característicos personajes minnellianos. Se debate entre la realidad y el sueño, lucha por conseguir que sus fantasías lleguen a ser reales, pero en contra de la mayoría de ellos no lo logra, o al menos no lo consigue en vida, ni la película lo recoge, se da por sobreentendido. Además, Minnelli se identifica con él en su pasado de pintor, pero sobre todo como el creador que lucha desesperadamente por ver plasmados sus sueños.
Sin embargo, por primera vez Minnelli muestra interés por el realismo. Abandona sus queridos estudios donde consigue un completo control sobre los elementos en juego para desplazarse a rodar exteriores en el extranjero y logra dar a la película un tono tan documental como dramático.
Apoyada en una voz en off extraída de la numerosa correspondencia entrecruzada entre Théo y Vincent Van Gogh, tiene una abundancia de escenas rodadas en exteriores con un subrayado tono documental, pero reconstruido. Lo que no le impide emplear todo tipo de trucos, incluso los dibujos animados en una de las escenas finales donde le atacan los cuervos mientras pinta, para conseguir el realismo deseado.
Este cambio de estilo sólo muestra la completa madurez alcanzada por Minnelli y también su capacidad de trabajar en un nuevo registro, pero no que varíe su concepción del cine. Sigue manejando el CinemaScope con una rara habilidad, pero igual que hace sus habituales suntuosos planos-secuencia en los momentos apropiados, en otros recurre a una planificación mucho más entrecortada acorde con las necesidades dramáticas de la escena.
Narra la vida de Vincent van Gogh con gran delicadeza, de manera cronológica y utilizando la voz en off para hacer grandes elipsis y jugar a su antojo y habilidad con el tiempo, pero a la vez que cuenta una historia con un alto contenido dramático, hace algunas consideraciones sobre el arte.

## Premios y candidaturas

### Premios
- Premio Óscar 1957: al mejor actor secundario (Anthony Quinn).
- Premio Globo de Oro 1957: al mejor actor de cine – drama (Kirk Douglas).
- Premio NYFCC 1956: al mejor actor (Kirk Douglas).

### Candidaturas
- Premio Óscar 1957: al mejor actor principal (Kirk Douglas).
- Premio Óscar 1957: a la mejor dirección de arte (Cedric Gibbons, Hans Peters, E. Preston Ames, Edwin B. Willis, F. Keogh Gleason).
- Premio Óscar 1957: al mejor guion adaptado (Norman Corwin).
- Premio Óscar 1957: a la mejor película – drama.
- Premio Óscar 1957: al mejor director – cine (Vincente Minnelli).
- Premio Óscar 1957: al mejor actor secundario (Anthony Quinn).